# 잠펠라
잠펠라(Antonio Zamperla S.p.A.)는 이탈리아의 놀이기구 제조 기업으로, 1966년에 설립되었다. 본사는 이탈리아 베네토주 비첸차에 있다.